# Recursos humanos
Os recursos humanos (RH) é o conjunto de pessoas que compõem a força de trabalho de uma organização, setor empresarial, indústria ou economia. Um conceito mais restrito é o de capital humano, o conhecimento e as competências que os indivíduos detêm. Termos semelhantes incluem mão de obra, trabalho, força de trabalho ou pessoal.
O departamento de Recursos Humanos (departamento de RH, às vezes chamado apenas de "Recursos Humanos") de uma organização realiza a gestão de recursos humanos, supervisionando vários aspetos do emprego, como conformidade com a legislação laboral e padrões de emprego, entrevistas e seleção, gestão de desempenho, administração de benefícios laborais, organização de arquivos de funcionários com os documentos necessários para referência futura e alguns aspetos de recrutamento (também conhecido como aquisição de talentos), gestão de talentos, bem-estar da equipa e saída de funcionários. Eles servem como elo entre a gestão de uma organização e os seus funcionários.
As funções incluem planeamento, recrutamento e seleção, publicação de anúncios de emprego, avaliação do desempenho dos funcionários, organização de currículos e candidaturas a empregos, agendamento de entrevistas, assistência no processo e garantia de verificações de antecedentes. Outra função é a administração de folha de pagamento e benefícios, que trata de garantir que férias e licenças médicas sejam contabilizadas, rever a folha de pagamento e participar de tarefas de benefícios, como resolução de reivindicações, reconciliação de extratos de benefícios e aprovação de faturas para pagamento. O Departamento de Recursos Humanos também coordena atividades e programas de relações com funcionários, incluindo, mas não se limitando a, aconselhamento de funcionários. A última tarefa é a manutenção regular, esta tarefa garante que os arquivos e bancos de dados de RH atuais estejam atualizados, mantendo os benefícios dos funcionários e o status de emprego e realizando reconciliações relacionadas com a folha de pagamento/benefícios.

## Atividades
Um gestor de recursos humanos pode ter várias funções numa empresa, nomeadamente:
- Determinar as necessidades da equipa/pessoal
- Contabilidade de recursos humanos, determina se deve usar pessoal temporário ou contratar funcionários para atender a essas necessidades
- Recrutar e/ou entrevistar contratações
- Preparar registos de funcionários e políticas pessoais
- Gerir folha de pagamento, benefícios e remuneração de funcionários
- Gerir relações com funcionários, preparar políticas de trabalho remoto e híbrido
- Retenção de funcionários, gestão de talentos
- Lidar com problemas de desempenho, motivar funcionários, monitorizar o bem-estar da equipa
- Mediar disputas. Estabelecer uma cultura organizacional na organização
- Reduzir a política no local de trabalho, garantir a igualdade de oportunidades, reduzir a discriminação
- Garantir que as práticas de recursos humanos estejam em conformidade com vários regulamentos e métricas de RH
- Aplicar software de RH para melhorar a eficácia dos RH.

## História
A gestão de recursos humanos costumava ser referida como "administração de pessoal". Na década de 1920, a administração de pessoal concentrou-se principalmente nos aspetos de contratação, avaliação e remuneração de funcionários. No entanto, eles não se concentraram em nenhuma relação de emprego no nível de desempenho organizacional ou nas relações sistemáticas em quaisquer partes. Isto levou a uma falta de paradigma unificador no campo durante este período.
De acordo com um artigo da HR Magazine, o primeiro departamento de gestão de pessoal começou na National Cash Register Co. em 1900. O proprietário, John Henry Patterson, organizou um departamento de pessoal para lidar com queixas, demissões e segurança, além de fornecer informações aos supervisores sobre novas leis e práticas após várias greves e bloqueios de funcionários. Esta ação foi seguida por outras empresas; por exemplo, a Ford teve taxas de rotatividade elevadas de 380 por cento em 1913, mas apenas um ano depois, os trabalhadores de linha da empresa duplicaram os seus salários diários de 2,50 dólares para 5 dólares, embora 2,50 dólares fosse um salário justo naquela altura.
Durante a década de 1970, as empresas americanas começaram a enfrentar desafios devido ao aumento substancial nas pressões competitivas. As empresas vivenciaram a globalização, a desregulamentação e as rápidas mudanças tecnológicas, o que fez com que as principais empresas aprimorassem o seu planeamento estratégico – um processo de previsão de mudanças futuras num ambiente específico e se concentrassem em maneiras de promover a eficácia organizacional. Isto resultou no desenvolvimento de mais empregos e oportunidades para as pessoas mostrarem as suas habilidades, direcionadas à aplicação efetiva dos funcionários no cumprimento de metas individuais, de grupo e organizacionais. Muitos anos depois, a especialização em gestão de recursos humanos foi criada em universidades e faculdades, também conhecida como administração de empresas. Consiste em todas as atividades que as empresas utilizam para garantir o uso mais eficaz dos funcionários.
Agora, os recursos humanos concentram-se no lado humano da gestão. Existem duas definições reais de GRH (Gestão de Recursos Humanos); uma é que é o processo de gestão de pessoas em organizações de forma estruturada e completa. Isto significa que abrange a contratação, demissão, remuneração e regalias, e gestão de desempenho. Esta primeira definição é a versão moderna e tradicional, mais parecida com o que um gerente de pessoal teria feito na década de 1920. A segunda definição é que a GRH envolve as ideias de gestão de pessoas nas organizações a partir de uma perspetiva de macrogestão, como clientes e concorrentes num mercado. Isto envolve o foco em tornar a “relação de emprego” gratificante tanto para a gerência como para os empregados.
Algumas investigações mostraram que os funcionários podem ter um desempenho muito mais produtivo quando os seus supervisores e gerentes prestam mais atenção a eles. O pai das relações humanas, Elton Mayo, foi a primeira pessoa a reforçar a importância da comunicação, cooperação e envolvimento dos funcionários. Os seus estudos concluíram que às vezes os fatores humanos são mais importantes que os fatores físicos, como a qualidade da iluminação e as condições físicas do local de trabalho. Como resultado, os indivíduos muitas vezes valorizam mais a forma como se sentem.